# 高盛
高盛集团公司（英語：The Goldman Sachs Group, Inc.）是一家美国跨国投资银行与金融服务公司，其总部位于纽约市曼哈顿。高盛集团提供投资管理、证券、资产管理、主经纪商与证券承销等服务。高盛集团是全球最大的投资机构之一；同时是美国国库证券的国债一级自营商，也是通常意义上的知名做市商。高盛集团还拥有一家直销银行——高盛美国银行（Goldman Sachs Bank USA）。高盛集团成立于1869年，其总部位于曼哈顿下城的韦斯特街200号；同时也在全球各大金融中心设有办事处。
由于在次贷危机期间参与了资产证券化，高盛集团在2007年至2008年全球金融危机中遭受损失。 作为问题资产救助计划的一部分，高盛集团得到了美国财政部100亿美元的投资；该金融纾困计划源自《经济稳定紧急法案》。该投资于2008年11月开始，并于2009年6月开始偿还。
高盛的前雇员有不少人会转任政府公职，比较知名的有前美国财政部长罗伯特·鲁宾、亨利·保尔森和史蒂芬·梅努钦；前首席经济顾问加里·科亨、欧洲中央银行行长马里奥·德拉基、前加拿大银行总裁及英格兰银行总裁马克·卡尼、前澳大利亚总理麦肯·腾博等。此外，高盛集团的前雇员也管理过纽约证交所、世界银行，以及花旗集团、美林证券这样的竞争对手。
根据总收入排序，高盛集团是《财富杂志》美国最大企业500强列表中的第70名。

## 公司事务

### 员工满意度

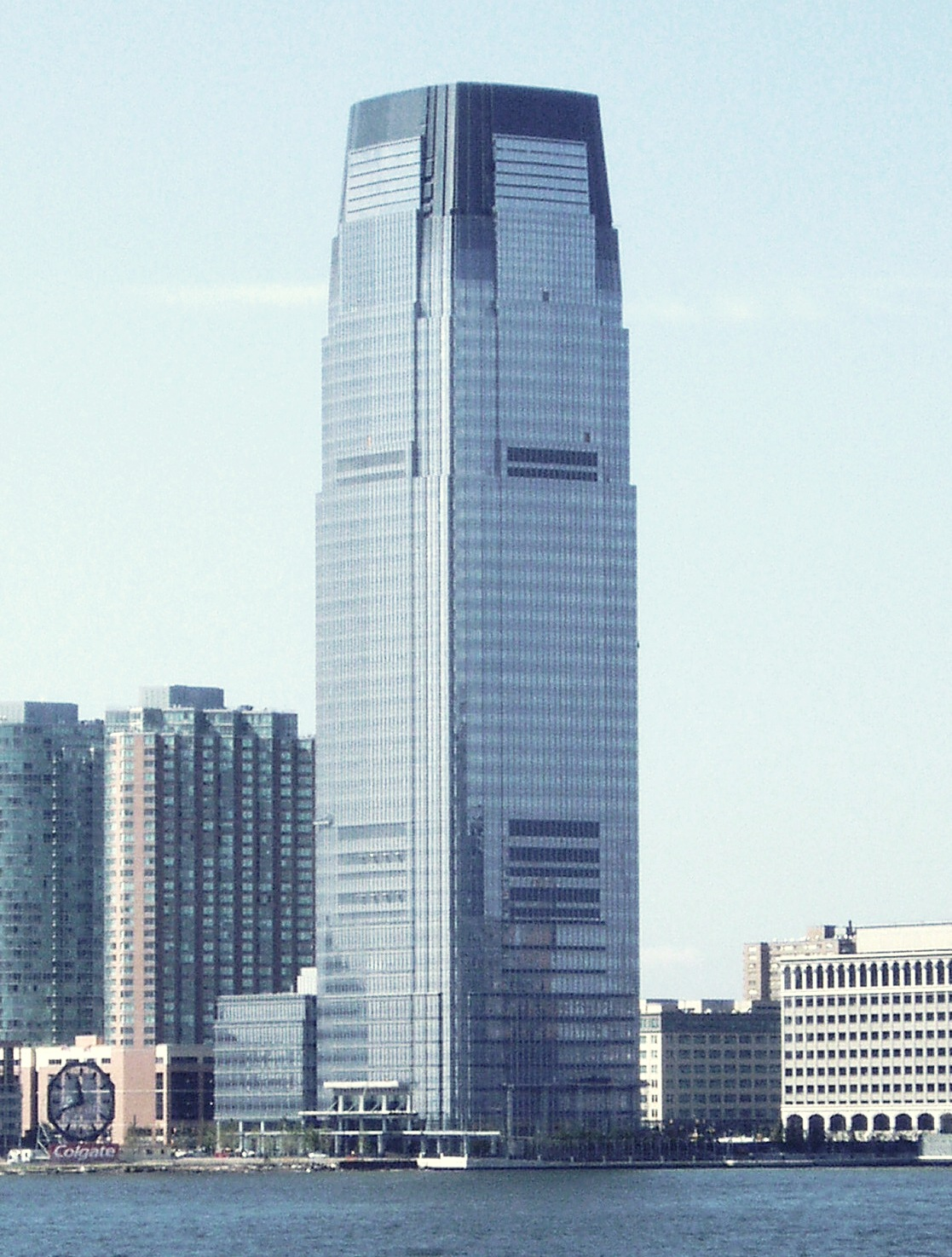
位于美国紐泽西州泽西市哈德逊街30号的高盛大厦。

自《财富杂志》于1998年推出“最佳雇主100强”名单以来，高盛集团一直名列其中。而高盛集团的获选重点在于其对员工慈善事业的支持和高员工薪酬水平。

### 历史
2020年7月，高盛（Goldman Sachs）同意以39亿美元在马来西亚就1MDB丑闻的刑事指控达成和解。对于在其他国家针对同一案子提起的诉讼，高盛于同年10月同意支付超过29亿美元罚金，其中超过20亿美元用于美国的罚款。
2022年3月，高盛表示計劃將「按照監管和許可規定」，逐步結束其在俄羅斯的業務。

### 高管和董事
高盛集团董事会董事长为大卫·迈克尔·所罗门，其余知名董事包括：玛莎·米凯莱·伯恩斯、德鲁·吉尔平·福斯特、马克·弗莱尔提（Mark A. Flaherty）、威廉·乔治、詹姆斯·约翰逊、艾伦·库尔曼、拉克希米·米塔尔、阿德巴约·奥贡勒西、彼得·奥本海姆、简·提格（Jan E. Tighe）、大卫·维尼尔和马克·温克尔曼（Mark O. Winkelman）。 根据报道，高盛董事会董事成员每年的报酬是60万美元。
以下为高盛集团主要高管成员。
| 姓名                   | 职务                             |
| ---------------------- | -------------------------------- |
| 大卫·迈克尔·所罗门（） | 董事长兼首席执行官               |
| 约翰·沃尔德伦（John E. Waldron）      | 总裁兼首席运营官                 |
| 史蒂芬·谢尔（Stephen M. Scherr）        | 执行副总裁兼首席财务官           |
| 萨拉·史密斯（Sarah E. Smith）        | 执行副总裁兼全球合约主管         |
| 凯伦·西摩（Karen P. Seymour）          | 执行副总裁、法务长兼治理长       |
| 达安·霍尔姆斯（Dane E. Holmes）      | 执行副总裁兼全球人类资本管理主管 |
| 约翰·罗杰斯（John F. W. Rogers）        | 执行副总裁、幕僚长兼董事会秘书   |

### 主要办事处
1957年，高盛集团总部迁往纽约市百老街20号。
高盛集团的全球总部目前位于韦斯特街200号，并且在伦敦、班加罗尔、香港、东京和盐湖城设有主要办事处或地区总部。

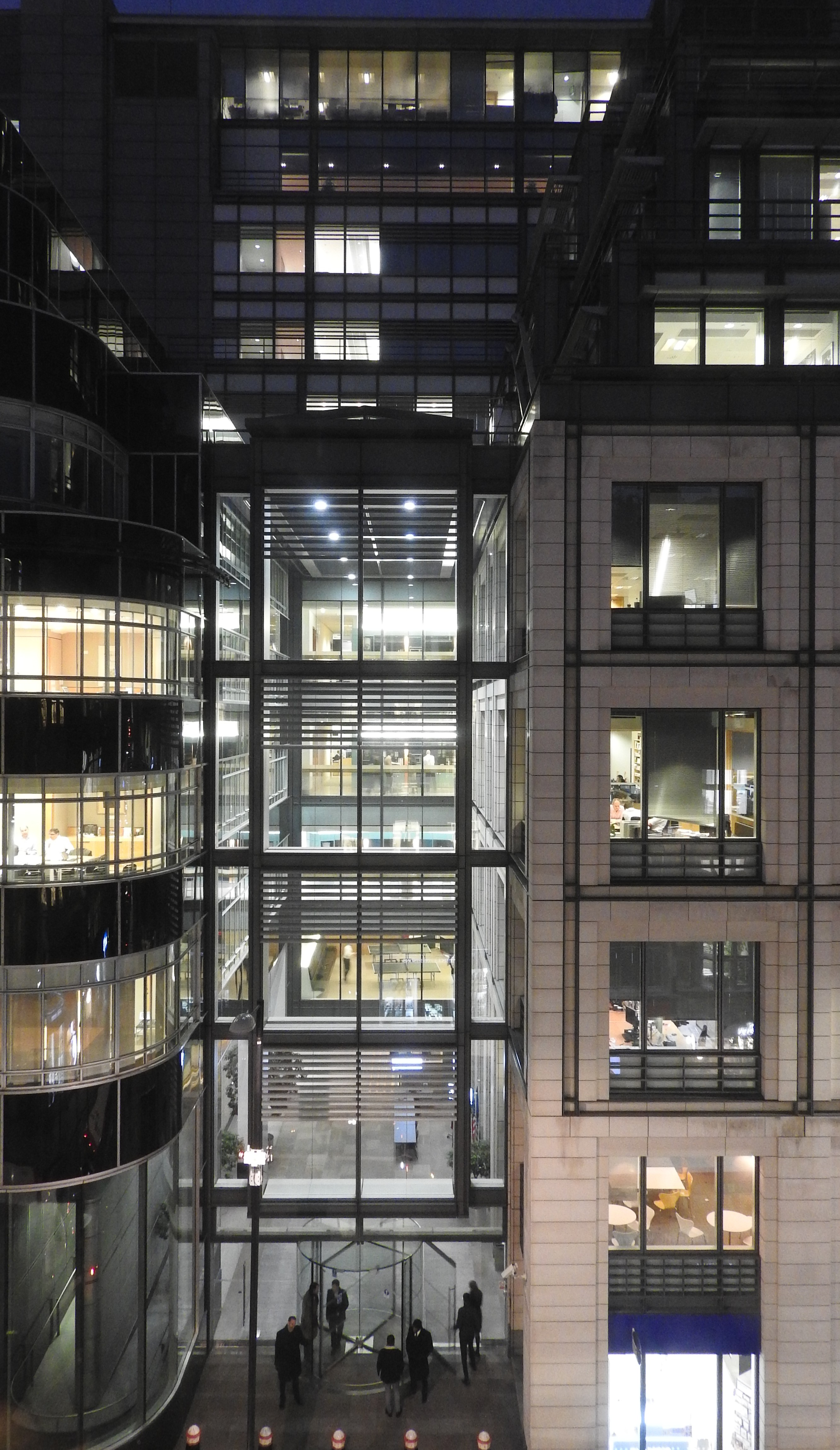
高盛河苑大楼 （ 英国伦敦舰队街）
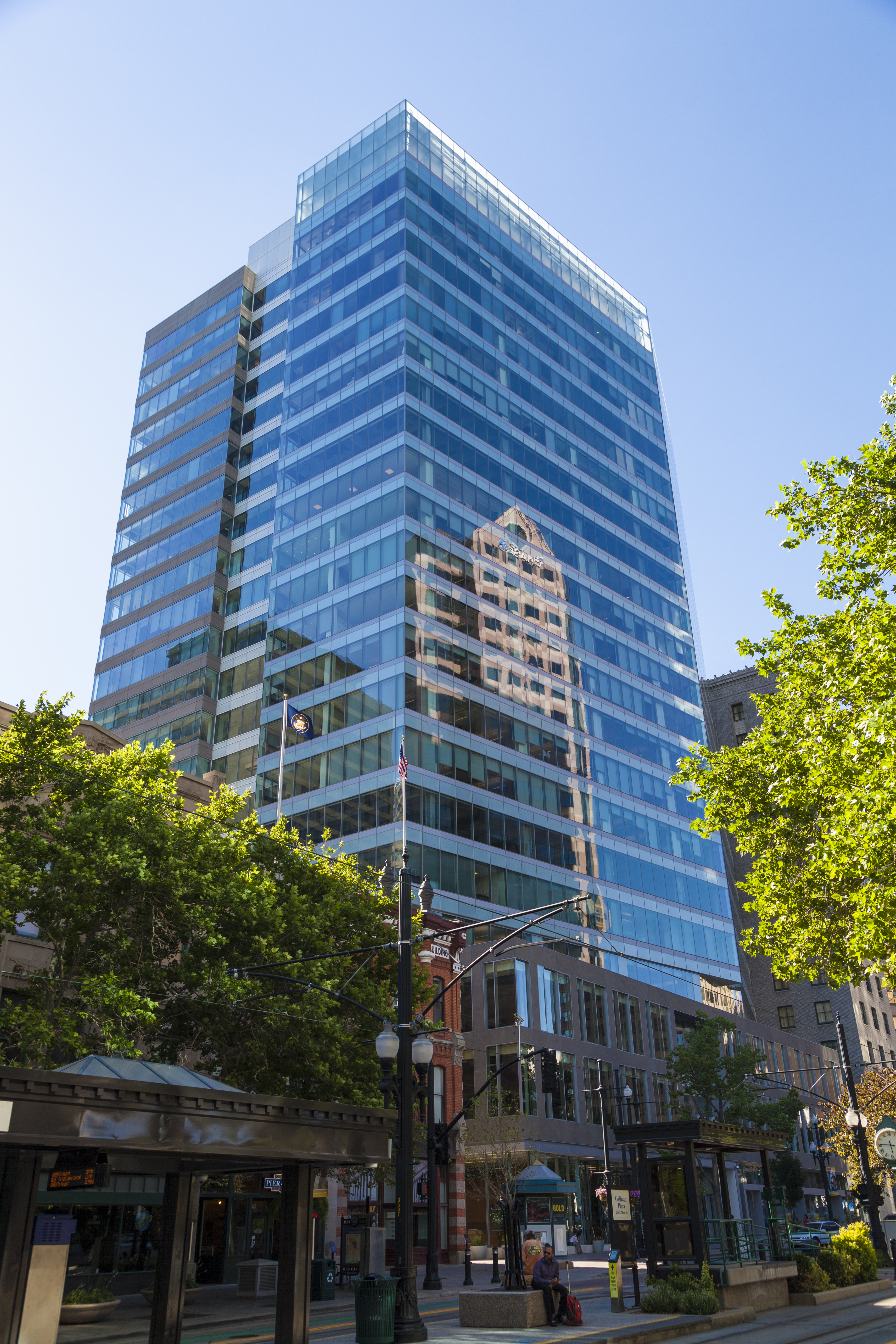
高盛集团盐湖城办事处 （ 美国犹他州盐湖城南大街222号（英语：222 Main））

## 研究报告
以下是由高盛集团所发表的论文中比较著名的部分。
- 《全球经济报告 第93号 － 南非的发展和失业：十年展望》——对未来十年内南非经济的预测。2003年5月13日发布。

- 《全球经济报告 第99号 － 梦想伴随金砖国家：2050年之路》——介绍了金砖国家的概念，并由此让该概念在媒体及经济研究报告中快速高度普及。此外，该报告还为G7国家和南非制定了2050年的经济预测。这是第一份涵盖许多国家GDP预测的报告。2003年10月1日发布。[18]

- 《全球经济报告 第134号 － 金砖国家的势力如何？》——推出了未来11国的概念。2005年12月1日发布。[19]

- 《全球经济报告 第173号 － 新欧盟成员国，或第五个金砖国家？》——对包含新成员国在内的欧盟经济进行了面向2050年的预测。2008年9月26日发布。[20]

- 《全球经济报告 第188号 － 一个团结的朝鲜；重新评估朝鲜危机（第一部）》——就朝鲜假设进行大规模自由经济改革的前提下，对朝鲜2050年经济进行预测。2009年9月21日发布。[21]

- 《奥运会与经济 2012年》——就奥运会金牌进行预测。使用经济数据及过往奥运会数据对赢得奥运奖牌的国家进行分析。于2012年发布。[22]

## 競爭對手
- 大摩
- 小摩

## 在此公司工作过的著名人士

### 高盛 (亚洲) 有限责任公司
- 柳青
- 江志成
- 张辛亮
- 安娜

## 延伸阅读
- Julian Assange. Joe Lauria , 编. . OR Books. 2017  [2019-02-26]. ISBN 9781682190869. （原始内容存档于2019-02-26）.

- William D. Cohan. . Knopf Doubleday Publishing Group. 2011  [2019-02-26]. ISBN 9780385534970. （原始内容存档于2019-02-26）.

- Suzanne McGee. . Crown Publishing Group. 2010  [2019-02-26]. ISBN 9780307460127. （原始内容存档于2019-02-26）.

- Robert Brenner. . 2009-10-02  [2019-02-26]. （原始内容存档于2019-04-03）.

- Charles D. Ellis. . 9781440644436. 2008  [2019-02-26]. ISBN 9781440644436. （原始内容存档于2019-02-26）.

- Vault. . Vault, Incorporated,. 2006. ISBN 9781581314694.

- WetFeet. . WETFEET, INC. 2009  [2019-02-26]. ISBN 9781582078786. （原始内容存档于2019-02-26）.

- Lisa J. Endlich. . Knopf Doubleday Publishing Group. 2013  [2019-02-26]. ISBN 9780307832993. （原始内容存档于2019-02-26）.

- Nils Lindskoog. . McCrossen Pub. 1999  [2019-02-26]. ISBN 9780965215374. （原始内容存档于2021-10-17）.